# Darsāvīn
Darsāvīn (persiska: درساوین) är en ort i Iran.   Den ligger i provinsen Västazarbaijan, i den nordvästra delen av landet, 500 km väster om huvudstaden Teheran. Darsāvīn ligger 1 529 meter över havet och antalet invånare är 149.
Terrängen runt Darsāvīn är lite bergig.Runt Darsāvīn är det ganska tätbefolkat, med 83 invånare per kvadratkilometer. Närmaste större samhälle är Kūlseh-ye Soflá, 7,7 km sydväst om Darsāvīn. Trakten runt Darsāvīn består till största delen av jordbruksmark.